# Wien Gloggnitzer Bahnhof

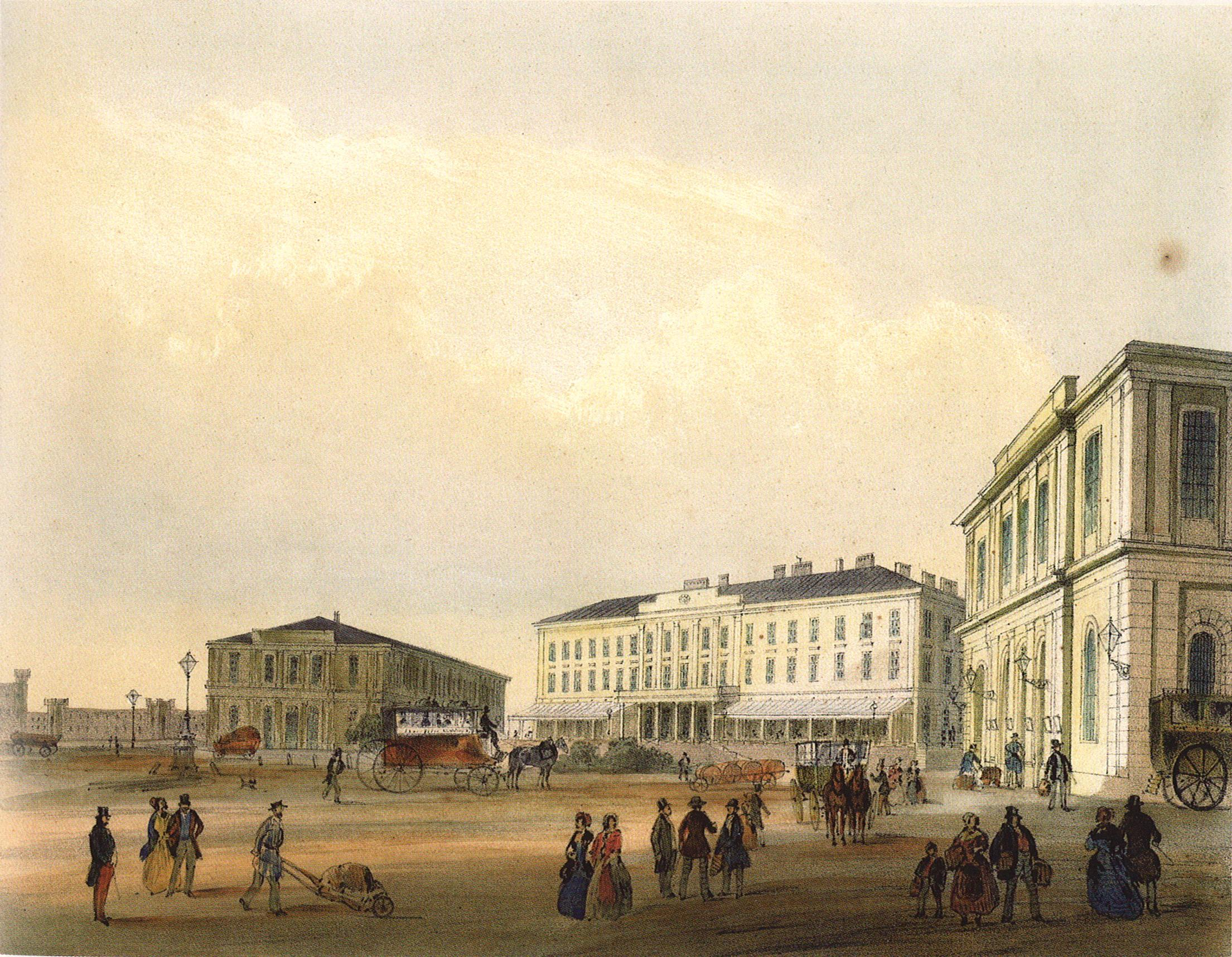
Nicolas-Marie-Joseph Chapuy: Gloggnitzer und Brucker (Raaber) Bahnhof 1850; Bruck = Bruck an der Leitha; Raab = Győr

Der Gloggnitzer Bahnhof war ein Kopfbahnhof im Süden Wiens und der Vorgänger des späteren Südbahnhofes. Mit dem unmittelbar benachbarten Raaber Bahnhof, der später die Namen Staatsbahnhof und Ostbahnhof trug, bildete er einen Verkehrsknotenpunkt. Zusammen mit dem Verwaltungsgebäude der Bahnen bzw. der dahinter liegenden Lokomotivfabrik der StEG bildete der Bahnhof ein architektonisches Ensemble. Seine Funktionen hat später der (3.) Südbahnhof und seit 2013–2015 schrittweise der Wiener Hauptbahnhof übernommen.

## Lage im Stadtgebiet

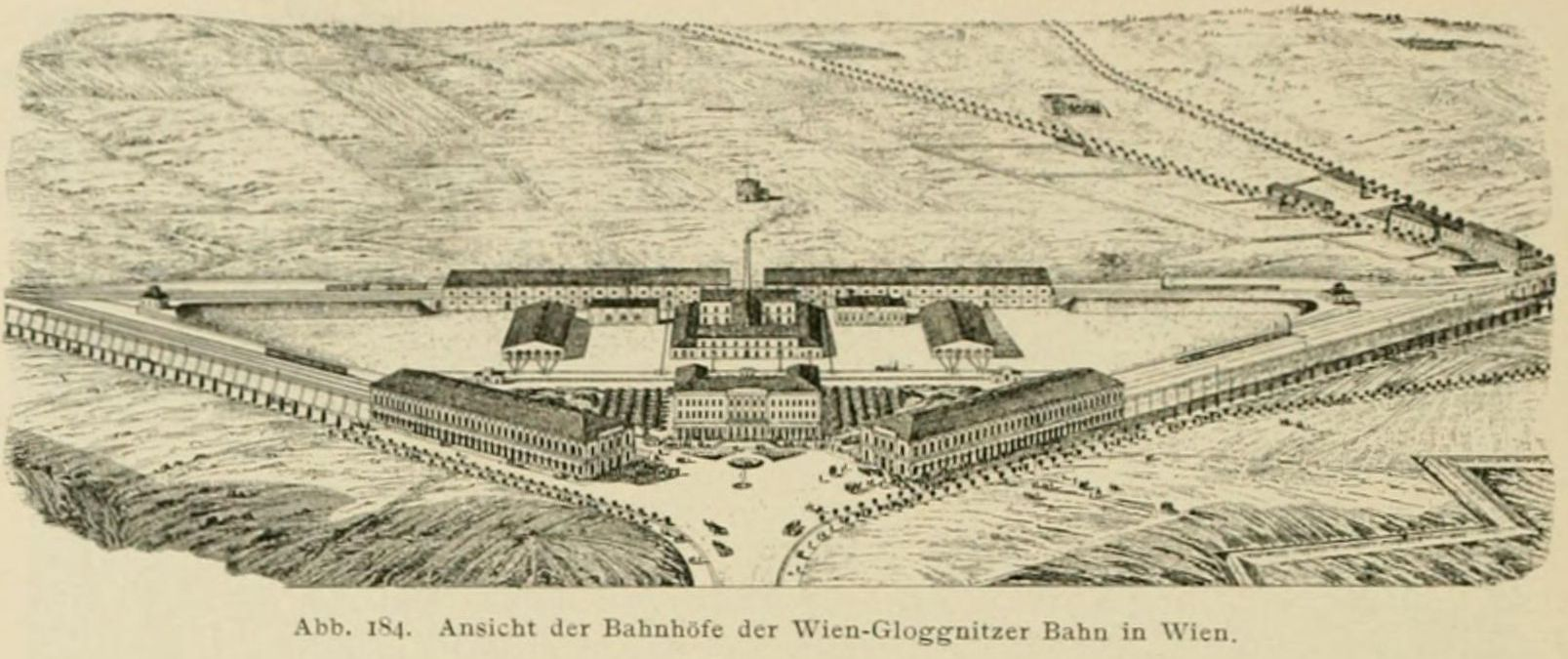
Perspektive der beiden Kopfbahnhöfe, Blick von der Stadt nach Süden

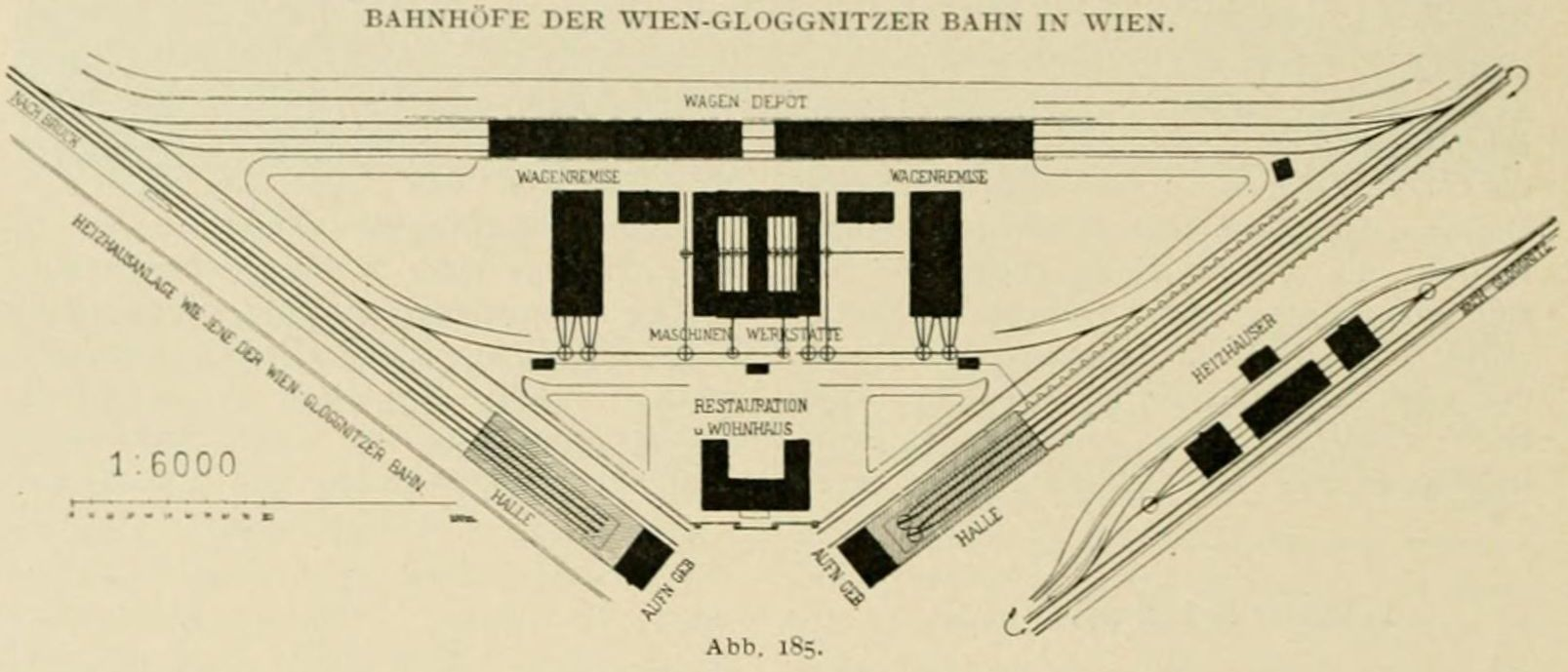
Plan der Bahnhöfe (Blick von der Stadt nach Süden). Die rechts unten dargestellten Heizhäuser schlossen in der Realität rechts oben, am späteren Gürtel, an.

Der erste vor den Toren des ummauerten Wien entstandene Bahnhof war der 1838 auf der Leopoldstädter Donauinsel eröffnete Nordbahnhof. Drei Jahre später wurde 1841 vor der Belvedere-Linie (Linie bzw. Linienamt = Tor und Verzehrungssteuerzahlstelle im Linienwall), parallel zur äußeren Stadtbefestigung beziehungsweise zum heutigen Wiedner Gürtel (zuvor in diesem Abschnitt als Vordere Südbahnstraße bezeichnet), der Gloggnitzer Bahnhof errichtet. Er lag etwa zwischen der heutigen Mommsengasse und der Argentinierstraße.
Georg Simon von Sina, treibende Kraft der privaten Südbahnprojektanten, hätte den Bahnhof lieber Unter den Weißgerbern nahe der Mündung des Wienflusses in den Donaukanal (heute Grenze zwischen 1. und 3. Wiener Gemeindebezirk), also in sehr zentraler Lage, errichtet. Dies wurde aber vom Staat abgelehnt. Heute befindet sich nahe Sinas Wunschbauplatz der Bahnhof Wien Mitte der S-Bahn-Stammstrecke bzw. der Verbindungsbahn zwischen Süd- und Nordbahn.
Bis zur Eingemeindung der Vorstädte (1850) lag der Gloggnitzer Bahnhof außerhalb des Linienwalls, dann bis 1874 im 4. Gemeindebezirk, Wieden. Ab 1874 bildete die nördliche Außenmauer des Südbahnhofs die Grenze zwischen der Wieden und dem neu gebildeten 10. Gemeindebezirk, Favoriten. Seit damals befand sich der Südbahnhof im 10. Bezirk.

## Geschichte
Der Gloggnitzer Bahnhof und der Raaber Bahnhof (Ausgangspunkt der Ostbahn, eröffnet 1845) wurden von Matthias Schönerer in klassizistischem Stil erbaut und lagen symmetrisch angeordnet. Beide Bahnhöfe nutzten die sie miteinander verbindenden Depots, Remisen und Werkstätten. Der bedeutende österreichische Eisenbahnpionier Schönerer brachte es im Laufe seiner Karriere zum Millionär und wurde in den Adelsstand erhoben. Er war bis 1870 fast an jedem größeren Bahnprojekt beteiligt. Als für die Trassenplanungen der Raaber Bahn verantwortlicher Cheftechniker legte er den Grundstein für das seit 160 Jahren genutzte Bahnhofsdreieck zwischen Schloss Belvedere und der Vorstadt Favoriten.
Die Raaber Bahn plante zwei von Wien ausgehende Bahnlinien: eine nach Wiener Neustadt und Gloggnitz und eine, die eigentliche Raaber Bahn, über Bruck an der Leitha nach Raab, mit der Fortsetzung in Richtung Neu-Szöny (heute Stadtteil von Komorn südlich der Donau) und einer Zweiglinie nach Bratislava. Letztere wurde von der Raaber Bahn aber nie ausgeführt. In der ersten Planungsphase schien die ungarische Strecke mehr Fracht und höhere Erträge zu versprechen, auch von ihrer langfristigen Fortsetzung nach Kroatien und Triest war die Rede. Daher wählte man sie auch für den Firmennamen aus.
Die Gloggnitzer Bahn schien dagegen im Frachtverkehr die Konkurrenz des Wien–Wiener Neustädter Schifffahrtskanals fürchten zu müssen. Sie erhielt allerdings schneller die notwendigen behördlichen Bewilligungen und wurde so trassiert, dass ein hohes Fahrgastaufkommen zu erwarten war, nämlich an die beliebten Ausflugs- und Weinorte wie Mödling, Gumpoldskirchen, Baden bei Wien und Bad Vöslau herangerückt. Sie war gewissermaßen die erste explizit auf den Personenverkehr ausgerichtete österreichische Bahn.
Schönerer ließ statt eines gemeinsamen Ausgangsbahnhofs – am sinnvollsten wäre ein Durchgangsbahnhof gewesen – zwei im rechten Winkel aneinander grenzende Kopfbahnhöfe errichten. Des Dreiecks dritte Seite bildete die gesellschaftseigene Maschinenfabrik mit Lokomotivwerkstätte und Wagenremisen.
Das Aufnahmsgebäude des Gloggnitzer Bahnhof war im typischen klassizistischen Baustil gehalten, der um 1840 für öffentliche Gebäude üblich war. Eingang und Ausgang befanden sich an der Stirnseite des Gebäudes, dem heutigen Schweizergarten zugewandt. Der Bahnhof lag damals deutlich näher am heutigen Südtiroler Platz als zuletzt. Von einer Eingangs- und Kassenhalle (Vestibül) gelangte man über eine Stiege in die Bahnsteighalle im ersten Stock. Diese war die erste in Wien, bot vier Gleisen Platz, hatte zur Beleuchtung beidseitig große Bogenfenster und war von einer mit Eisenbändern verstärkten Konstruktion aus mächtigen Holzbalken überdeckt. Die Spannweite der Deckenkonstruktion betrug 23 Meter, über der Ausfahrt spannte sich ein gemauerter Doppelbogen.
Zwischen dem Gloggnitzer und dem Raaber Bahnhof stand ein Wohnhaus, das auch ein gemeinsames Bahnhofsrestaurant für beide Bahnhöfe enthielt. Dieses Gebäude überlebte als einziges sämtliche Neubauten der folgenden 110 Jahre, allerdings erhielten später beide Bahnhöfe getrennte gastronomische Einrichtungen. Wie alle Wiener Bahnhöfe beherbergte auch der Gloggnitzer Bahnhof einen luxuriösen Hofsalon für den kaiserlichen Hof.
Auf zeitgenössischen Plakaten und Fahrplanaushängen wurde der neue Bahnhof 1841 als „Hauptstationsplatz in Wien nächst der (neuen) Belvedere-Linie“ bezeichnet. Da sich dort seit 1845 auch der Brucker bzw. Raaber Bahnhof befand, kam zur Unterscheidung bald der Name Gloggnitzer Bahnhof in Gebrauch. Dieser ergab sich daraus, dass bei seinem Bau die 1854 eröffnete Semmeringbahn noch nicht bestand und die Bahn daher vorerst am nördlichen Fuß dieses Gebirgszuges endete. Der Bahnbetrieb zwischen Baden und Wiener Neustadt wurde am 16. Mai 1841 eröffnet, vom 19. Mai 1841 an fuhr man von Mödling südwärts. Vom 20. Juni 1841 an war die Strecke von Wien bis Wiener Neustadt durchgehend befahrbar. Bis Gloggnitz konnte vom 5. Mai 1842 an gefahren werden.
Nach Fertigstellung der Semmeringbahn im Jahr 1854, die den Anschluss an die Bahnstrecken in der Steiermark und in Krain herstellte, wurden die Begriffe Südbahn und Südbahnhof gebräuchlich: Die Bahngesellschaft firmierte als „k.k. priv. Wien–Raaber“ (1838–1842), „Wien–Gloggnitzer“ (1842–1853) und wieder „Wien–Raaber Eisenbahn-Gesellschaft“ (1853–1855). Nach der Übernahme der Strecke Wien–Gloggnitz durch den Staat (1853) und der vorangegangenen Entscheidung, die Verbindung nach Triest über den Semmering herzustellen, muss zwischen 1854 (Fertigstellung der Semmeringbahn) und 1857 (Fertigstellung der Gesamtstrecke Wien–Triest) die Umbenennung in Südbahnhof erfolgt sein.
1858 wurde die Strecke neuerlich privatisiert. Die Südbahngesellschaft trug ursprünglich die Firmenbezeichnung kaiserlich-königlich privilegierte Südliche Staats-, Lombardisch-Venetianische und Central-Italienische Eisenbahngesellschaft und dürfte den Namen für ihren Wiener Bahnhof bereits benutzt haben. Der Artaria-Stadtplan von 1860 nennt keine Bahnhofsnamen, sondern nur die Namen der dazugehörigen Strecken, und die hier relevante ist – nicht ganz aktuell – als k.k. südliche Staats-Eisenbahn eingetragen. Nach dem Verlust der „Lombardisch-Venetianischen und Central-Italienischen“ Bahnen durch den österreichisch-französisch-piemontesischen Krieg von 1859 firmierte die Südbahn schlicht als k.k. priv. Südbahn-Gesellschaft, abgekürzt SB (später auch zweisprachig, da die Südbahn einen wichtigen Teil ihres Netzes in Ungarn hatte: Südbahn / Deli Vasut oder SB – DV).
In dieser Form bestand der Bahnhof bis 1869. Über den Vorplatz wurde vor 1857 das Gleis der Verbindungsbahn Richtung Hauptzollamt (heute Bahnhof Wien Mitte) gelegt, das quer durch das Areal des heutigen Schweizergartens lief und zwischen dem erwähnten Wohngebäude und dem Südbahnhof hindurch ansteigend etwas vor dem Südtiroler Platz in die Südbahn mündete.
In einem Stadtplan von 1872 findet man den Gloggnitzer Bahnhof bereits als Südbahnhof verzeichnet. Parallel dazu hatten sich auch für den Nordbahnhof und den Westbahnhof diese Kurzbezeichnungen durchgesetzt; der 1873 eröffnete Nordwestbahnhof folgte. Der Raaber Bahnhof wurde 1870 zum Staatsbahnhof und erst 1918 zum Ostbahnhof, lediglich der Franz-Josefs-Bahnhof verblieb bis heute unter seinem ursprünglichen Namen.